# 신예 (고려)
신예(辛裔, ? ~ 1355년)는 고려의 문신이다. 본관은 영산(靈山). 
충숙왕 때 문과에 급제하여 충혜왕 때 좌정언(左正言)과 지신사(知申事)를 거쳐 첨의평리(僉議評理)가 되었다. 
매부인 환관 고용보(高龍普)와 함께 원나라 사신이 충혜왕을 압송하도록 도왔다.
1345년(충목왕 1) 정방(政房)을 복치하였을 때 참리로 제조관(提調官)이 되었다. 신예가 장기간 정방(政房)에 재임하자 사람들이 '신왕'(辛王)이라 불렀다. 정사도(鄭思度)도 신예에게 아첨해서 승진했다. 
충목왕 때 취성부원군(鷲城府院君)에 봉해졌다.

## 가족
- 조부 : 신혁(辛革) - 도첨의찬성사(都僉議贊成事)
  - 아버지 : 신원경(辛原慶) - 합문지후(閤門祗候)
    - 동생 : 신부(辛富)
    - 동생 : 신순(辛珣, ? ~ 1371년) - 판도판서(版圖判書)
    - 동생 : 신귀(辛貴, ? ~ 1371년) - 판서(判書)
    - 동생 : 신돈(辛旽, 1322년 ~ 1371년) - 영도첨의사사(領都僉議使司)